# Radomek (województwo warmińsko-mazurskie)
Radomek – wieś w Polsce położona w województwie warmińsko-mazurskim, w powiecie iławskim, w gminie Iława.

## Historia
Dokładna data założenia wsi nie jest znana. Najprawdopodobniej wieś została założona w okolicach 1323 roku pod nazwą Klein Radem, której to sołtysem był Hans.
W 1789 roku Radomek był folwarkiem należącym do rodziny Finckensteinów.
W 1927 roku założona została w Radomku szkoła wiejska. Wiadomo, że po 1945 roku pierwszym dyrektorem tej szkoły była Kazimiera Bobrowiecka.
W 1924 roku z okazji obchodów 600-lecia wsi, do wsi ściągnięto duży głaz narzutowy. Następnie, na wymurowanym postumencie wyryta została inskrypcja "Culmisches Dorf Klein Radem 1324-1924". W postumencie została zamurowana kapsuła pamięci.
W 1930 roku w pobliskim lesie odkryto starożytne cmentarzysko z urnami grzebalnymi. Według profesora Ehrlicha jest to cmentarzysko pruskiego plemienia Pomezanów.
W latach 1975–1998 miejscowość administracyjnie należała do województwa olsztyńskiego.